# Chloe Logarzo
Chloe Logarzo (Sydney, 22 de dezembro de 1994) é uma futebolista profissional australiana que atua como meia.

## Carreira
Chloe Logarzo fará parte do elenco da Seleção Australiana de Futebol Feminino, nas Olimpíadas de 2016.